# Caroline Vis
Caroline Vis (Vlaardingen, 4 de março de 1970) é um ex-tenista profissional holandesa.

## Grand Slam finais

### Duplas Mistas (1 vice)
| Ano  | Campeonato       | Parceira      | Oponentes               | Placar        |
| 1991 | Aberto da França | Paul Haarhuis | Helena Suková Cyril Suk | 3–6, 6–4, 6–1 |